# Tadeusz Grzesik

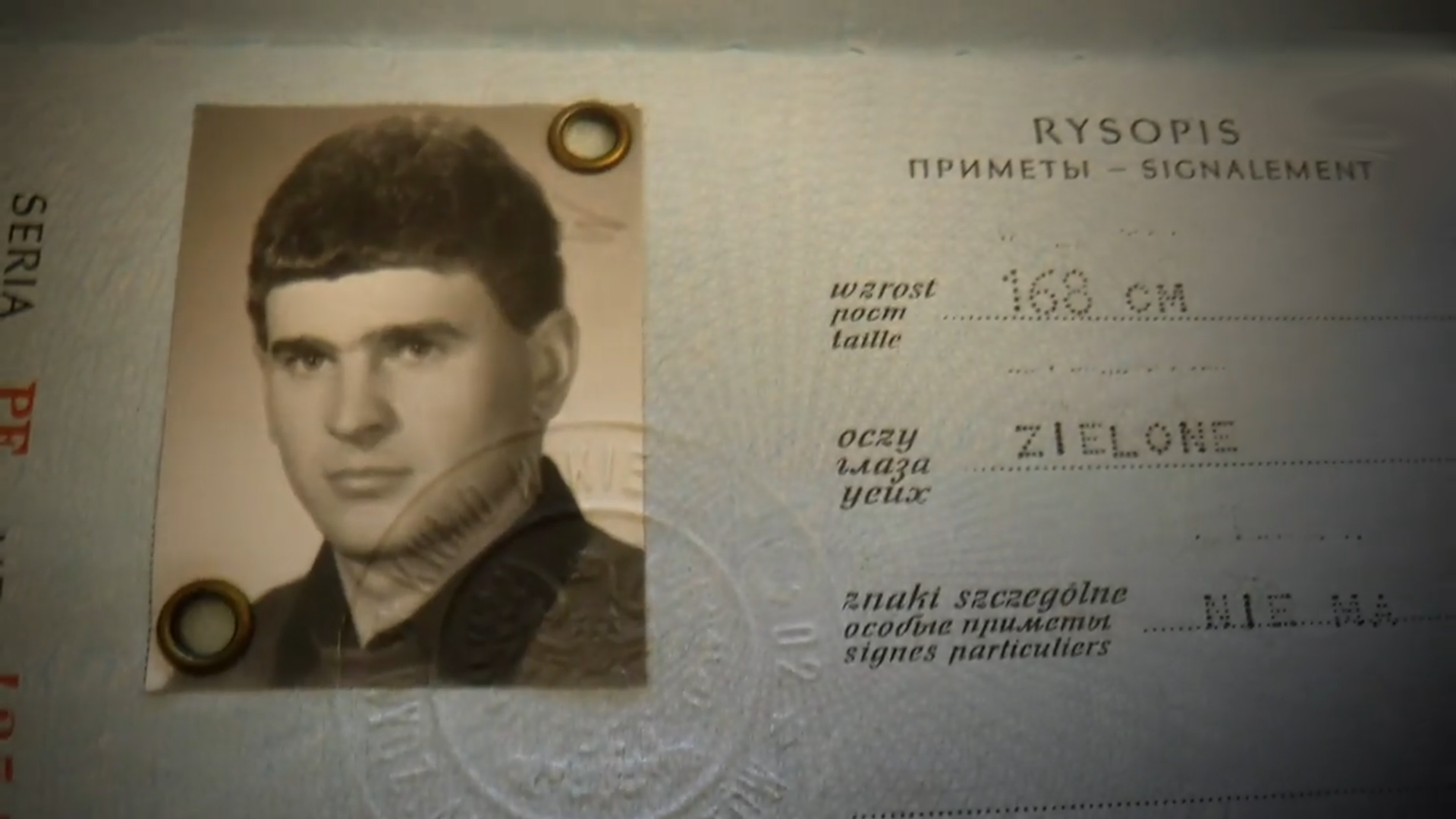
Strona paszportu Tadeusza Grzesika (lata 80. XX w.)

Tadeusz Grzesik ps. „Truskawka”, „Kiler”, „Morderca w gumiakach” (ur. 24 marca 1960 w województwie kieleckim) – polski plantator truskawek, gangster, seryjny i masowy morderca. Członek grupy przestępczej określanej w mediach jako „gang kantorowców”, czy też „gang zabójców kantorowców”. Pod względem liczby ofiar największy seryjny morderca w historii polskiej kryminalistyki.

## Życiorys
Wychowywał się w Woli Jachowej, gdzie jego rodzice prowadzili gospodarstwo rolne. Miał czworo rodzeństwa. Uczył się w szkole zawodowej w celu zdobycia zawodu montera, ale nie ukończył tej szkoły. Został cieślą budowlanym, wedle własnej relacji pracował w kopalniach Wujek i Makoszowy. Następnie miał pracować w Kombinacie Budowlanym w Katowicach.
Ożenił się, doczekał się dwojga dzieci, zamieszkał w Górnie.

## Zabójstwa

### Potrójne morderstwo oraz gwałt na parkingu w Cedzynie
Najprawdopodobniej jedne z pierwszych morderstw, w których brał udział, miały miejsce 19 września 1991. W Cedzynie brał udział w zastrzeleniu trójki obywateli Ukrainy – dwóch mężczyzn i kobiety. Kobietę zgwałcił przed pozbawieniem jej życia. Z ciała kobiety zabezpieczono ślady biologiczne należące do dwójki mężczyzn. Sprawę umorzono w 1993. W 2001 śledztwo wznowiono i podejrzenia padły na gang Janusza Treli, jednak trop okazał się błędny. Przez 18 lat sprawa pozostawała nierozwiązana. Przełomem było zatrzymanie Grzesika w 2007. Wykonane badanie DNA pozwoliło powiązać go ze sprawą morderstw w Cedzynie. Drugie zabezpieczone DNA przypisano Stanisławowi T., jednak nie dożył on procesu, gdyż popełnił samobójstwo w czasie swojego pobytu w więzieniu w Piotrkowie Trybunalskim. Oprócz śladów dowodem w sprawie były także zeznania rusznikarza Jacka P., który przyznał, że w 1991 przerobił dla Grzesika berettę, czyli broń, z której oddano śmiertelne strzały w cedzyńskich morderstwach. Grzesik w 2013 został prawomocnie skazany na karę 25 lat pozbawienia wolności w związku z tymi trzema zabójstwami i gwałtem.

### Zabójstwo w Stalowej Woli
Według śledczych, Tadeusz Grzesik stoi za zabójstwem dokonanym 16 października 1991 roku w Stalowej Woli. W tym dniu, przed swoim blokiem został zamordowany Zenon P., właściciel kantoru w tym mieście. Po przeprowadzeniu badań stwierdzono, że sprawca zabójstwa użył takiej samej amunicji, co w przypadku zabójstwa w Cedzynie, a sposób, w jaki funkcjonowała jego broń, wskazywał, że jest to ten sam pistolet maszynowy, który został użyty do zabójstwa w Cedzynie.

### Zabójstwo w Machowej
Prokuratura bada, czy Grzesik mógł mieć związek z mającym miejsce w 1992 morderstwem człowieka zajmującego się handlem walutami.

### Zabójstwa w ramach gangu zabójców kantorowców
Tadeusz Grzesik wraz z Wojciechem W. i Jackiem P. stworzyli gang, który w latach 2005–2007 dokonywał napadów na właścicieli kantorów. Zostali oni prawomocnie skazani w 2015. Przestępstwa, za które ich skazano, to chronologicznie:
- zabójstwo w Kraśniku (grudzień 2005)[13]
- usiłowanie zabójstwa w Sosnowcu (styczeń 2006)[13]
- zabójstwo w Tarnowie (styczeń 2007)[13]
- zabójstwo i usiłowanie zabójstwa w Piotrkowie Trybunalskim (styczeń 2007)[13]
- podwójne zabójstwo w Myślenicach (luty 2007)[13]

Według prokuratury te zabójstwa nie stanowią całości zbrodni popełnianych przez ten gang. W 2016 postawiono Tadeuszowi Grzesikowi i Wojciechowi W. zarzuty podwójnego zabójstwa w Ostrowie. Mieli oni napaść 16 listopada 2006 na Antoniego B., właściciela kantoru, zabijając go przy użyciu pistoletu maszynowego. Mieli również oddać strzały do dwóch pracowników kantoru. Jeden z nich zmarł w wyniku odniesionych ran, drugi doznał długotrwałego uszczerbku na zdrowiu. Kolejne zarzuty postawione przez prokuraturę dotyczą zabójstw w Przeworsku. Sprawcy mieli zabić tam właściciela kantoru, Zygmunta G. i jego partnerkę, Marię P. 12 stycznia 2007 Tadeusz Grzesik wraz z Adamem M. mieli według prokuratury dokonać napadu na kantor w Dębicy i usiłować zabić właściciela, jednakże nie udało im się tego dokonać w wyniku zacięcia się broni.
W 2021 Sąd Okręgowy w Tarnowie skazał na dożywocie Tadeusza Grzesika. Przestępstwa, za które go skazano, to chronologicznie:
- podwójne zabójstwo i usiłowanie zabójstwa w Ostrowie (listopad 2006)
- podwójne zabójstwo w Przeworsku (grudzień 2006)

Wedle doniesień Gazety Wyborczej, grupa popełniła też różne przestępstwa na terenie Daleszyc, Kolbuszowej, Domaszowic, Cedzyny, Sanoka, Makoszyna, Miąsowej i innych miejscowości.

### Zabójstwa w latach 1997–1999
W 2021 Sąd Okręgowy w Kielcach skazał na dożywocie Tadeusza Grzesika oskarżonego o zamordowanie pięciu osób i zlecenie porwania jednej osoby.
- zlecenie porwania mieszkańca Woli Jachowej (1997)
- podwójne morderstwo przed barem w Cedzynie (1998)
- zabójstwo przy szosie w Skorzeszycach (1998)
- zabójstwo kierowcy w Niestachowie (1999)
- zabójstwo w Krajnie-Parcelach (1999)

## Odniesienia w kulturze
Do zabójstw właścicieli kantorów, których dopuścił się Tadeusz Grzesik i jego wspólnicy, nawiązuje 13 odcinek 3 serii serialu sensacyjnego „Pitbull”; niektóre szczegóły popełnionych przestępstw zostały zmienione na potrzeby scenariusza.
W 2025 r. nakładem Wydawnictwa Otwartego ukazała się książka „Morderca w gumiakach. Historia największego polskiego seryjnego zabójcy” autorstwa Macieja Kuciela, która opowiada o Tadeuszu Grzesiku i zbrodniach, których się dopuścił.